# Хорхе Ліно Ромеро
Хорхе Ліно Ромеро (ісп. Jorge Lino Romero, нар. 23 жовтня 1932, Луке) — парагвайський футболіст, що грав на позиції нападника, зокрема за іспанський «Реал Ов'єдо», а також національну збірну Парагваю.

## Клубна кар'єра
У дорослому футболі дебютував 1953 року виступами за команду «Спортіво Лукеньйо». 
Згодом з 1956 по 1958 рік грав на батьківщині у складі команд «Лібертад» та «Соль де Америка».
1958 року, після успішного виступу на тогорічному чемпіонаті світу, разом з Флоренсіо Амарільєю, партнером по лінії нападу збірної, був запрошений до іспанського «Реал Ов'єдо», за який відіграв 3 сезони. Завершив професійну кар'єру футболіста виступами за «Реал Ов'єдо» у 1961 році.

## Виступи за збірну
1953 року дебютував в офіційних матчах у складі національної збірної Парагваю. Протягом кар'єри у національній команді, яка тривала 6 років, провів у її формі 20 матчів, забивши 5 голів.
У складі збірної був учасником чемпіонату світу 1958 року у Швеції, де взяв участь у всіх трьох іграх групового етапу, який парагвайцям подолати не вдалося. Відзначився забитим голом у першій грі проти збірної Франції, в якій південноамериканці поступилися 3:7, а також допоміг своїй збірній зіграти унічию з югославами (3:3), забивши останній гол гри і зрівнявши її рахунок.